# George Plantagenet, 1. Duke of Clarence

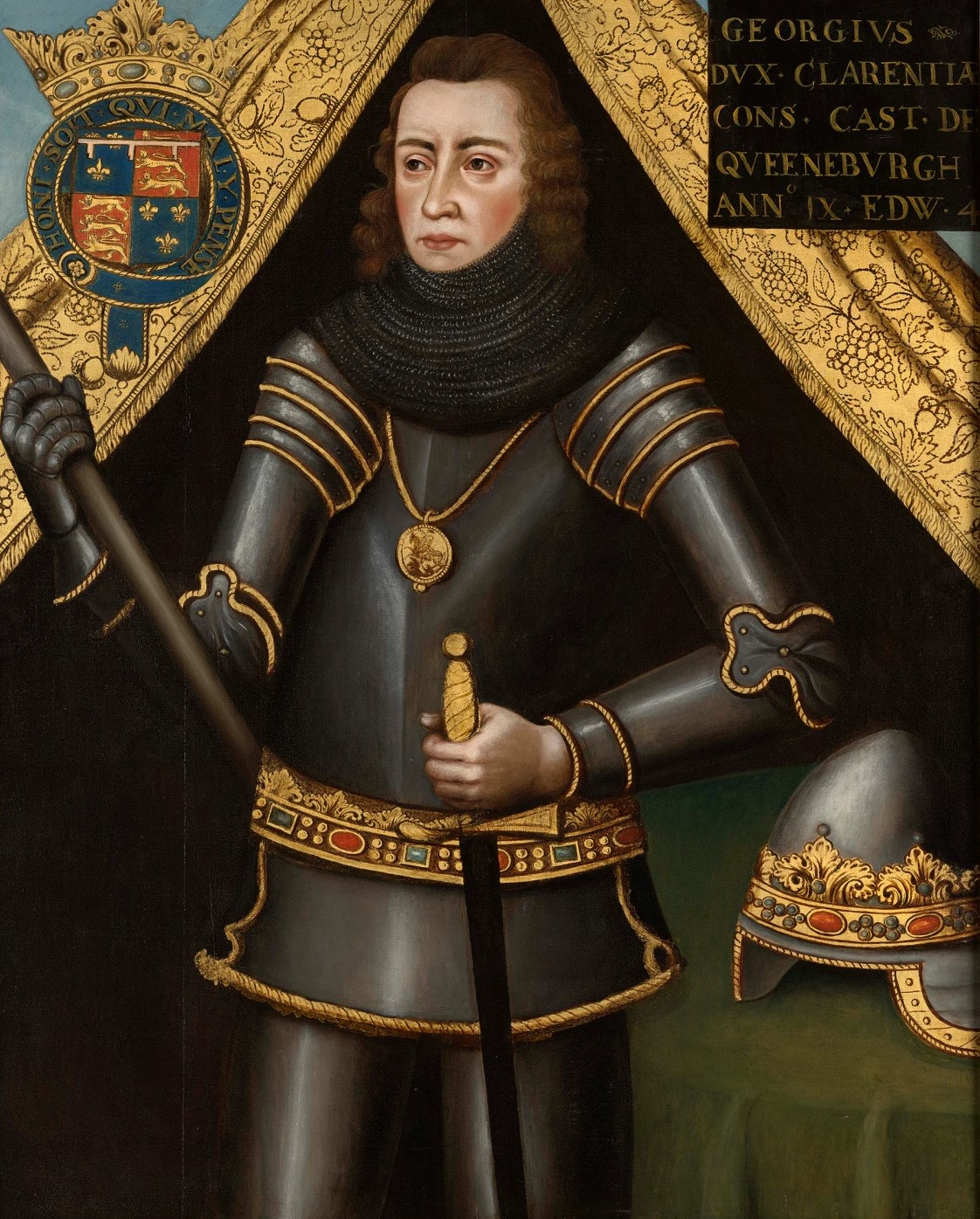
George Plantagenet, 1. Duke of Clarence

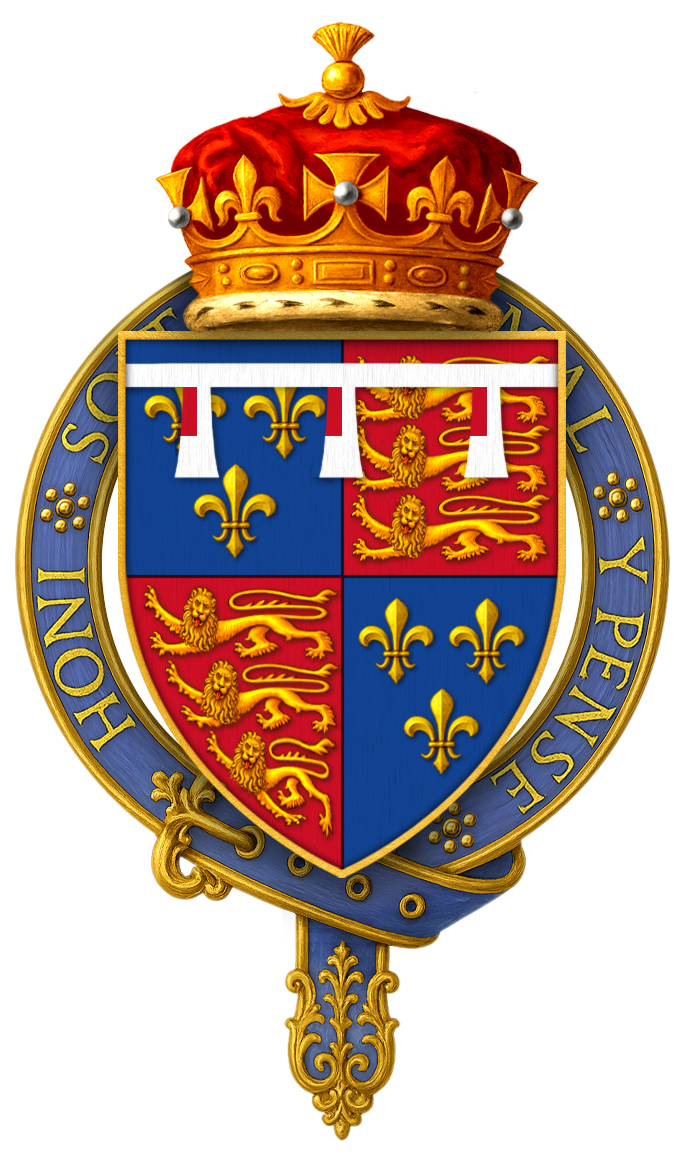
Wappen des George Plantagenet, 1. Duke of Clarence

George Plantagenet, 1. Duke of Clarence (auch George of York, * 21. Oktober 1449 in Dublin; † 18. Februar 1478 in London), war ein englischer Adliger aus dem Haus York zur Zeit der Rosenkriege.

## Leben
Er war der sechste Sohn des Richard Plantagenet, 3. Duke of York (1411–1460) und der Cecily Neville. Er war deren drittältester Sohn, der das Erwachsenenalter erreichte. Sein älterer Bruder wurde 1461 als Eduard IV. König von England.
Im Rahmen der Krönungsfeierlichkeiten seines Bruders wurde er am 27. Juni 1461 zum Knight of the Bath geschlagen und am Folgetag zum Duke of Clarence erhoben. Im selben Jahr wurde er als Knight Companion in den Hosenbandorden aufgenommen. Von 1462 bis 1470 hatte er das Amt des Chief Governor of Ireland inne.
1469 heiratete er Isabella Neville, eine Tochter des Richard Neville, 16. Earl of Warwick, und Großnichte seiner Mutter. Er beteiligte sich 1470 zunächst am Aufstand seines Schwiegervaters gegen seinen Bruder Eduard IV. und zur Wiedereinsetzung König Heinrichs VI., lief aber schließlich zu seinem Bruder über und kämpfte 1471 für ihn in den Schlachten von Barnet und Tewkesbury. Nach seiner Wiedereinsetzung setzte sein Bruder ihn 1472 wieder als Chief Governor of Ireland ein und ernannte ihn am 25. März 1472 zum Earl of Salisbury.
In den folgenden Jahren kam es zum Machtkampf zwischen George und seinem jüngeren Bruder Richard. Zunehmend verlor er die Gunst des Königs. Nach dem Tod seiner Frau 1476 versuchte er, Maria von Burgund zu heiraten, was ihm der König verbot. Aufgrund der Einmischung in Gerichtsprozesse wurde er des Hochverrats angeklagt und am 8. Februar 1478 vom Parlament geächtet (Bill of Attainder), wodurch er alle Titel und Besitzungen verlor, sowie zum Tod verurteilt wurde. Zehn Tage später wurde er auf dem Tower Hill – angeblich auf eigenen Wunsch hin in einem Fass mit Malvasierwein – ertränkt.
Aus seiner Ehe mit Isabella Neville entsprangen eine Tochter, Margaret Pole, 8. Countess of Salisbury (1473–1541), sowie ein Sohn, Edward Plantagenet, 17. Earl of Warwick (1474–1499); zwei weitere Kinder starben früh.